# Brzeziny-Janowięta
Brzeziny-Janowięta [bʐɛˈʑinɨ janɔˈvjɛnta] est un village polonais de la gmina de Dziadkowice dans le powiat de Siemiatycze et dans la voïvodie de Podlachie.